# Стрийський замок
Історія про оборонний замок до казарм для військових
Стрийський замок — оборонна фортеця, що існувала у Стрию до початку XIX століття, Завдяки тому, що до наших днів збереглись  назви вулиць та карти, можна точно сказати де розташовувався замок: вулиця Підзамче, Замкова та частина парку Шевченка займала основу замкового гарнізону.
Якщо говорити про розмір, візьмемо для порівняння площу Ринок (Майдан Ринок).
Як оборонна споруда він проіснував до XVIII століття та був перебудований під палац. У першій половині XIX століття розібраний.
#biblio2024

## Історія
Історія замку припадає на 14-15 ст, звичайно він змінювався, навіть стає палацом, 18-19 ст занедбанні будівлі оборонного замку розібрали і перетворили на військові казарми.
Почнемо з 7-8 ст., коли Стрийщина входила до складу Галицько-Волинського князівства. За часів Ярослава Осьмомисла (1130 -1187) навколо Стрия створено оборонну систему, що захищає торговельний шлях з міста Галич в Київську Русь, від татарських набігів.
За часів Данила Галицького (1201-1264) м. Стрий розростається. У 1339 році Галичину окупувала Польща. 1385 році польський король Ягайло дарує стрийщину своєму братові Свидригайлу, вже тоді місто було адміністративним і економічним осередком.
у 14 ст навколо Стрия створюється земляний вал, згодом з'являється ще один, уже менший, земляний вал з частоколом, що захищав центральну частину міста — площу Ринок, а Заплатин (передмістя) -насип і входило 32 села. Тоді розпочинається історія Стрийського замку, територія набула вигляд неправильного п'ятикутника.
У 1430 році стихійне лихо, чи то набіг татар знищило місто.
У 1431 році місто отримало Магдебурське право. Починається відродження міста...
У 1434 році після смерті Владислава Ягайла у Стрия відібрали Магдебурзьке право.
У 1460 році королем Казимиром Ягайловичом повертається магдербурське право. Стрий починає розвиватися як потужний торговельний центр на перехресті двох шляхів — найважливішого через Карпати (Львів-Мукачево) та поздовжнього — на Передкарпатті.
У 1464 році згідно історичних актів, місто мало назву Стріги.
Міське управління складалося з ради, на чолі стояв бургомістр, і судові лави очолювали війти. Резиденцією старост та їх намісників стає замок, а магістрат урядував у ратуші.
Перша згадка про Стрийський замок датується 1472 роком й згаданого у документі про позику у магната Андрія Оссолінського, що її взяв король Казимир Ягайлович.
Дерев'яний замок - резиденція стрийських старост, місто оточене земляним валом та дерев'яними частоколами. І лише ця частина міста Стрия вважалась містом з юридичної точки зору.
У 1514 році була зафіксована пожежа, а 1523 році набіг татарів, що знищили місто.
У 1549 році гетьман Ян Тарновський зміцнив Стрийський замок гарматами забраними зі Львова.
У 1565 році місто займало 28 ланів та 840 моргів поля.
У 1579 році знову пожежа в місці.
Збереглись три інвентаризації за 1588р, 1664р та 1689 рік.
1599 рік Ян Ляшек Адамчик описує інвентар, 61 кімната, з яких одна мала 9 вікон, дві по 8, а інші по 4...
Замок мав 3 кухні, власну пекарню та кам'яну скарбницю де зберігали готівку та коштовності заможних стриян, було відведенно для неї окреме приміщення із залізною решіткою на вікні. Над головною брамою помешкання підстарост.
Обороняли замок, близько 100 чоловік на 4 башнях. За стінами фортеці знаходилась лазня, броварня, та 2 стайні для 200 коней. Замок був оточений кам'яним муром завишки 4 метри, навколо рови наповненні водою, також 2 підвісні мости. Адамчик загадує пожежу у 1592 році.
1595 році через Стрий пройшлось військо Северина Наливайка.
Ну і логічно після пожежі та війська, потрібно було укріпити фортеці до організації введення будівельних робіт замку не раз запрошувалися італійські майстри, зокрема в 1599 році до Стрия приїздить Якуб Мадлайн.
У 1640 році Ян Собеський з братом вирушили зі Львова до Кракова, по дорозі відвідали Стрий.
У 1646 році місто спіткало пошесть чуми, від якої масово вмирали люди. В місці 100 будинків стояли пусткою, завмер ремісничий рух.
Під час визвольної війни під проводом Хмельницького 1648—1654 років уся навколишня шляхта заховалася у Стрию. Стрийський замок мав чимале оборонне значення.
Козаки таки змогли оволодіти містом, польський уряд стягнув до Стрия королівські війська та прямував на з'єднання війська угорський князь Д.Ракоці.
Міське суспільство радісно зустрічали козаків та поповнювали їх ряди.
У 1656 році до Стрия прибуло військо полковника Антона Ждановича, щоб з'єднатися із союзником Б. Хмельницьким.
1659 році у місті на тиждень затримався козацький посол Сулима.
У 1660 році витрати на утримання війська та замкової челяді становили п'ять тисяч польських злотих. Ці витрати покривалися старостою, за рахунок податку з мійської корчми від торгівлі алкоголем, а м'ясник зобов'язався доставляти для факелів світильники.
В 1660 р. майбутній польський король Ян Собеський привів з собою загін, який нараховував 280 кіннотників і 200 піхотинців та напав на староство, щоб силою відібрати посаду старости у К. Конецпольського.
А в 1664 році замок огороджують водяним ровом.
Антоні Прохаска у своїй книзі «Історія міста Стрия» описує двір старости, як багатолюдний і добре озброєний. Озброєння становило 18 гаківниць, 33 рушниці та 6 бронзових гармат на баштах і воротах замку. За стінами фортеці розташовувалися лазня, броварня та дві стайні.
У 1674 році Ян Собеський на кілька днів їде до Стрия.
"Гомін вже зранку дав знати, що саме корольпольський має прибути до Стрия."
У стінах замку був підписаний мирний договір між польщею та туреччиною. Розроблений план оборони Речі Посполитової від набігу татар та турків.
У 1676 році місто звільнилось від чопового податку, оскільки потерпіло від нападів ворогів, що призвело до руйнації валів та парканів. Стрияни отримали привілей Яна 3 Собеського на ще 1 день торгівлі, крім суботи додався вівторок.
У 1696 році розпочалась реконструкція та відбудова замку, який був перебудований під укріплений палац. Не раз стрийському замку доводилося приймати польського короля.
Інвентар Стрийського замку 1696 р, виявлений В. Александровичем, дає можливість дещо дізнатись про замок. Інвентар зроблений після смерті Яна 3 Собеського. Вхід до замку боронила дерев'яна брама з окремою на горищі крихітною кімнатою для варти. До неї примикали інші будівлі службового призначення. Від брами через місток можна було потрапити до власне замкової брами (основної), змайстрованої з дубових паль та соснових дощок. Її споруджено із кількома надбрамними приміщеннями з дахом, який увінчувала вежа з королівським гербом. Інші приміщення замку були також дерев'яними, окрім двох мурованих скарбівців. Також, з дерева побудовано замковий арсенал, що був чималим. Зокрема 16 бочок грубшого пороху, а у великій бочці середнього пороху бочок три або чотири, а також кулі до гармат та гаківниць в трьох бочках. Також там знаходилось артилерійське приладдя, жовнірське обмундирування, мушкети, мушкетні стволи, гаківниці. У Стрийському замку було всього п'ять гармат: три малі й дві більші.
Після перебудови замку, він став більше схожим на палацову споруду, яка була побудована з дерева на кам'яному фундаменті. Дерев'яний палац складався з 12 кімнат з альковом, кімнати мали кахляні печі, причому самі кахлі були прикрашені орлами. Палац прикрашала вежа із житловим приміщенням, а її увінчувала баня з королівськими відзнаками, а інші вежі були на той час розібрані. У замку була парадна їдальня, та каплиця з окремим критим ходом знадвору. Вона розписана сценами з історії святого Івана Хрестителя, знаками королівської гідності. З каплиці критою галереєю можна було потрапити до давніших будівель палацового ансамблю. Окрім житлових приміщень у замку були дерев'яні комори й приміщення господарського призначення.
У 1683—1691 роках у стрийському замку переховувася відомий церковний діяч Дософій.
"У 1687 році введені були тут Францисканці точно тоді, коли в стінах міста Стрия гостював сочавський митрополит Дософій з трьома православними ченцями Адріаном, Іоною та Іларіоном і мощами св. Іоанна Сочавського. Митрополит і мощі святого вивезені були сюди з Сочави королем Собеським ще у 1683 р. і перебували тут до р. 1691. Вивезені були до  Жовкви, саме тоді погоріла кам'яна церква в Жовкві. Міщани вдалися до короля про допомогу, а той, для збільшення доходів на реставрацію церкви, спровадив їм мощі св. Іоанна разом з митрополитом і трьома ієромохами з Стрия.
З того часу стікалося безліч народу з Молдавії, Буковини та Галиції до св. мощам у Жовкві, як раніше було Стрию, доходи церковні збільшувалися, церква відреставрувалася.
В результаті всіх цих війн в 1696 р. місто мало лише 133 будинки, а 159 було зруйновано.
У 1699 місто спалене татарами.
У 1772 році місто опинилось під владою Австрії.
У 1774 році стрийське староство взяло позику польського ксьондза Рогачевського на суму 2200 польських злотих.
У 1786 році Стрий став містом литовського вельможі Михайла Велигорського, який докорінно перебудував замок-фортецю на палац резиденцію та зібрав чималу бібліотеку.
На кінець XVIII століття замок перетворюється на руїну, довершує руйнування замку Перша світова війна, коли замок був розібраний.
Станом на 1920–1930 роки від замку залишилася лише одна будівля, в якій дислокувався саперний батальйон польського війська.

## Вигляд замку
Вигляд замку можна собі лише уявити завдяки малюнкам на основі описів у нечисленних джерелах про тогочасні події. Він був розбудований, як бастіонна фортеця, що підтверджується його планом з 1778 року з австрійської карти міста Стрия. В описі до карти зазначено, що замок збудований з дерева і знаходиться посеред ставу з насипаними чотирма виступами (певно, бастіонами).
Інвентар Стрийського замку, виявлений В. Александровичем, дає можливість дещо дізнатись про замок. Вхід до замку боронила дерев'яна брама, над якою було невелике приміщення для варти. До неї примикали інші будівлі службового призначення. Від брами через місток можна було потрапити до власне замкової брами (основної), змайстрованої з дубових паль та соснових дощок. Її споруджено із кількома надбрамними приміщеннями з дахом, який увінчувала вежа з королівським гербом. Інші приміщення замку були також дерев'яними, окрім двох мурованих скарбівців. Також, з дерева побудовано замковий арсенал, що був чималим. Зокрема 16 бочок грубшого пороху, а у великій бочці середнього пороху бочок три або чотири, а також кулі до гармат та гаківниць в трьох бочках. Також там знаходилось артилерійське приладдя, жовнірське обмундирування, мушкети, мушкетні стволи, гаківниці. У Стрийському замку було всього п'ять гармат: три малі й дві більші. У 1549 році гетьман Ян Тарновський зміцнив Стрийський замок гарматами забраними зі Львова.
У 1696 р. після перебудови замку, він став більше схожим на палацову споруду, яка була побудована з дерева на кам'яному фундаменті. Дерев'яний палац складався з 12 кімнат з альковом, кімнати мали кахляні печі, причому самі кахлі були прикрашені орлами. Палац прикрашала вежа із житловим приміщенням, а її увінчувала баня з королівськими відзнаками, а інші вежі були на той час розібрані. У замку була парадна їдальня, та каплиця з окремим критим ходом знадвору. Вона розписана сценами з історії святого Івана Хрестителя, знаками королівської гідності. З каплиці критою галереєю можна було потрапити до давніших будівель палацового ансамблю. Окрім житлових приміщень у замку були дерев'яні комори й приміщення господарського призначення.